# Mauricio Herrera (actor)
Mauricio Herrera (Ciudad de México, 28 de marzo de 1934) es un actor, comediante, dramaturgo y músico mexicano.

## Biografía y carrera
Nació en 1934, con padres originarios de Córdoba, Veracruz, pero el nació en la calle Liverpool de la Ciudad de México. Vivió en Veracruz toda su vida hasta cuando comenzó sus estudios universitarios. Desde pequeño, Herrera expresó su gusto por el arte, y aunque apoyado por sus padres, decidió estudiar arquitectura en 1953. En su profesión, fue encargado de las fachadas actuales del Liverpool Insurgentes en su natal Distrito Federal, diseñó su propia casa como la de otros condominios más.
En 1957, a sus 23 años de edad, debutó en la obra de teatro La hermosa gente de William Saroyan, dirigida por Juan José Gurrola. Para 1962 obtuvo su primer papel protagónico en la cinta En la mitad del mundo.
Ha participado en varias telenovelas como Las tontas no van al cielo, Amor real y Entre el amor y el odio, aunque también en comedias como ¡Que madre tan padre!.

## Trayectoria

### Televisión
- 2018 al 2020 - Hijos de su madre como José María "Chema" Marrón.
- 2012 - Boxing After Dark.
- 2011 - Ni contigo ni sin ti
- 2011 - Como dice el dicho como Luis.
- 2010 - Mar de amor
- 2008 - Las tontas no van al cielo como Jaime Martínez.
- 2007 - Fábrica de risas
- 2006 - ¡Qué Madre, Tan Padre!  como Leoncio.
- 2004 al 2006 - Mujer, casos de la vida real en varios episodios.
- 2004 - La escuelita VIP como Dick Crazy.
- 2003 - Amor real como Urbano de las Casas.
- 2002 - Entre el amor y el odio como Don Cayetano Hierro.
- 2001 - La Intrusa como Juan Diego Lavat.
- 2000 - Hoy
- 1999 al 2001 - Humor es... Los Comediantes
- 1998 al 1999 - El privilegio de amar como Franco.
- 1997 - Huracán como Augusto.
- 1994 - ¿Qué nos pasa? como Minotauro.
- 1993 - Televiteatros
- 1980 - Colorina como Roy.
- 1979 - La señorita Robles y sus hijos
- 1978 - Un original y veinte copias como Gustavo.
- 1974 - Mundo de juguete como Ringo.
- 1970 - La Constitución como Severo.
- 1969 - Secreto para tres
- 1968 - Aurelia
- 1967 - Gente sin historia
- 1967 - El cuarto mandamiento como Lucio.

### Películas
- 1998 - Que vivan los muertos
- 1988 - La Chata
- 1978 - Las Noches de Paloma
- 1977 - Vacaciones misteriosas
- 1976 - La palomilla al rescate
- 1974 - En busca de un muro
- 1972 - Los cacos
- 1964 - En la mitad del muro

## Honores

### Laurel de Oro (España)
| Año  | Categoría                         | Telenovela | Resultado |
| ---- | --------------------------------- | ---------- | --------- |
| 2004 | Premio a la trayectoria artística | Amor real  | Ganadora  |